# Leontios (Byzanz)

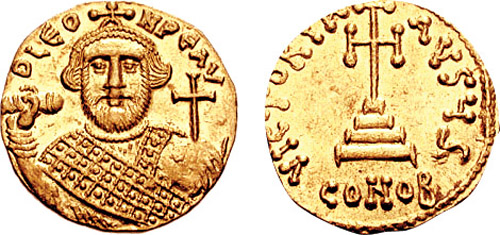
Solidus des Leontios

Leontios (mittelgriechisch Λεόντιος; † 15. Februar 706 in Konstantinopel) war byzantinischer Kaiser (695–698). Sein offizieller Kaisername war Leon. Dieser Name erscheint auf seinen Münzen und in westlichen Quellen, wurde aber von der byzantinischen Geschichtsschreibung, die ihn nur Leontios nennt, nicht akzeptiert.

## Leben
Leontios stammte aus einer vornehmen isaurischen Familie und war unter den Kaisern Konstantin IV. und Justinian II. ein prominenter Befehlshaber der byzantinischen Truppen an der Ostfront gegen die Araber. In Armenien richtete er große Verwüstungen an. 692 fiel er bei Justinian in Ungnade, vielleicht wegen der schweren Niederlage in der Schlacht von Sebastopolis, die durch das Überlaufen zwangsrekrutierter slawischer Truppen verursacht war. Justinian ließ ihn einkerkern, holte ihn dann aber nach drei Jahren plötzlich aus dem Gefängnis und übertrug ihm das Kommando des Themas (Militärbezirks) Hellas. Leontios nutzte diese Gelegenheit sofort zur Entfachung eines Aufstands. Er ließ in Konstantinopel das Gerücht verbreiten, der Kaiser wolle den Patriarchen Kallinikos I. ermorden und ein Massaker unter der Bevölkerung anrichten. Da man Justinian ohne weiteres das Schlimmste zutraute, fand das Gerücht sofort Glauben. Es kam zu einem Volksaufstand, Justinian wurde gestürzt und Leontios übernahm mit der Unterstützung des Patriarchen die Kaiserwürde (695). Er war ein Repräsentant der vornehmen und wohlhabenden Schicht, die unter Justinians rücksichtsloser Steuereintreibung gelitten hatte.
695 begann der arabische Vormarsch gegen das byzantinische Exarchat Afrika. Die sehr starke arabische Streitmacht unter Hassan ibn al-Numan besetzte erst Kairouan und eroberte schließlich Karthago, die Hauptstadt des Exarchats. Die von Leontios entsandte byzantinische Flotte kämpfte mit wechselndem Erfolg, musste sich aber 698 nach Kreta zurückziehen, um dort auf Verstärkung zu warten, und nur wenige afrikanische Städte blieben in byzantinischer Hand. Aus Furcht vor einer Bestrafung wegen unzureichender Leistungen in Afrika revoltierten Marineoffiziere in Kreta und riefen einen von ihnen, Apsimar, zum Kaiser aus. Apsimar, der den Herrschernamen Tiberios annahm, belagerte monatelang Konstantinopel. Die Stadt, in der eine Pestepidemie ausgebrochen war, wurde durch Verrat eingenommen, und es kam zu Plünderungen. Der neue Herrscher ließ Leontios die Nase abschneiden und verbannte ihn in ein Kloster. Nachdem Justinian 705 erneut an die Macht gekommen war, wurde Leontios aus dem Kloster geholt und später zusammen mit Tiberios hingerichtet.